# يوست برورسي
يوست برورسي (بالهولندية: Joost Broerse)‏ (8 مايو 1979 في هولندا - ) هو لاعب كرة قدم هولندي في مركز الدفاع. لعب مع بي إي سي زفوله ونادي أبويل ونادي أوترخت ونادي إكسلسيور ونادي غرونينغن.

## وصلات خارجية
- يوست برورسي على موقع قاعدة بيانات كرة القدم.إي يو (الإنجليزية)
- يوست برورسي على موقع Soccerway.com (الإنجليزية)
- يوست برورسي على موقع عالم كرة القدم.نت (الإنجليزية)